# Шахта имени Ленина (Шахтинск)
Ордена Трудового Красного Знамени шахта имени В. И. Ленина (до 1971 — шахта № 3 — Тентекская) — угледобывающее предприятие угольного департамента компании АО «АрселорМиттал Темиртау». Расположена в городе Шахтинске Карагандинской области. В 1980-е годы — одна из крупнейших шахт Карагандинского угольного бассейна. Входила в состав треста «Шахтинскуголь», в 1970-м вошедшего в состав комбината «Карагандауголь».

## История
Технический проект шахты был разработан институтом «Карагандагипрошахт». В 1958 состоялась закладка шахты, а в 1964 году она была сдана в эксплуатацию. Проектная мощность составляла 1200 тысяч тонн угля в год. Тогда же, для централизованного отопления стволов шахт и снабжения их электроэнергией была построена Тентекская ТЭЦ. В 1968 году объединена с шахтой № 1/2 «Наклонная». В 1969 был пересмотрен технический проект второго горизонта, в результате чего годовая мощность шахты достигла 3200 тысяч тонн угля.
За высокие производственные показатели 22 июня 1970 Указом Президиума Верховного Совета Казахской ССР шахте было присвоено имя В. И. Ленина.
В 1973 начат выпуск многотиражной газеты «Шахтёрский маяк», ранее (в 1962-63) орган Шахтинского горкома Коммунистической партии Казахской ССР.
По контракту от 26 сентября 1996 года оказалась в числе 15 шахт, переданных в собственность ОАО «Испат-Кармет». Для улучшения проветривания шахты были введены в эксплуатацию новые вентиляторные установки главного проветривания.

### Аварии
- 10 сентября 1978 года — взрыв метана в восточном фланговом вентиляционном стволе в результате курения. 4 погибших.
- 9 февраля 1985 года — внезапный выброс угля и пыли при проходке забоя 2-го восточного откаточного штрека пласта Д10 гор. ±0. 2 погибших.
- 24 апреля 1985 года — внезапный выброс угля и газа при проходке конвейерного штрека 28Д62з. 2 погибших.
- 24 ноября 1995 года — внезапный выброс угля и газа в забое конвейерного бремсберга Д6 Центрзапад с последующим взрывом метановоздушной смеси в вертикальном стволе южного блока. 13 погибших[9], 2 травмированных.
- 23 марта 1998 года — внезапный выброс горной массы и газа в забое 2-го сбоечного пород. квершлага Д6 гор.100. Один погибший.
- 26 сентября 1999 года — взрыв газа метана из-за закорачивания вентструи откат. и парным квершлагом на пл. Д1 и необеспеченности расчётного количества воздуха в сбойке, приведшие к слоевому скоплению метана. 3 погибших, 2 травмированных.
- 20 сентября 2006 года — взрыв газа метана на сопряжении конвейерного бремсберга 306ДюВ с людским ходком пласта Дм гор.200 м. 41 погибший, что делает катастрофу одну из крупнейших в трагической череде всех аварий Карагандинского угольного бассейна[9][10].
- 30 ноября 2022 года — при бурении скважин произошел внезапный выброс газа, что повлекло гибель пяти работников. Президент Казахстана Касым-Жомарт Токаев заявил, что аварии на предприятии «АрселорМиттал Темиртау» приобрели системный характер[11].

## Описание
На шахте имени Ленина ведётся добыча коксующихся углей марок К, Ж и КЖ. Опасна по внезапным выбросам угля, метана и взрывчатости угольной пыли. Шахтное поле вскрыто 4 вертикальными и 1 наклонным стволами сечением в свету 7—28,3 м² и 12,8 м². Разрабатываются пласты d6 (мощность пласта — 5,5 м) и d10 (2,4 м), отработка которого ведётся в один слой, пласт d6 отрабатывается в два слоя, по схеме «пласт — слой».
Выемка угля производится механизированными комплексами типа «Глиник» (комбайн 2ГШ-68 Б), 2ОКП-70 (комбайн 1КШЭ). Комбайны 4ПП-2, КСП-32 и ГПКС используются для проходки горных выработок.
Протяжённость выработок на 1985 год: вертикальных — 2,532 км, горизонтальных — 97,279 км, наклонных — 45,165 км. Схема подготовки шахтного поля — подэтажная. Система разработки — наклонными слоями, длинными столбами по простиранию, падению и диагональными столбами. Подъём угля и породы осуществляется скиповыми подъёмниками, из очистных забоев: уголь — конвейерами, порода — в вагонетках электровозами. Ленточные конвейера в магистральных выработках типа 1Л100К, 1ЛУ120, 2ЛУ120, ЛКР100. Транспортировка материалов и оборудования к выработкам осуществляется дизелевозами чешской фирмы «Феррит». Проветривание шахты осуществлялось 5 типами вентиляторов главного проветривания мощностью 40-200 м³/с. Схема проветривания — фланговая, способ — всасывающий.
В середине 1990-х на шахте была построена собственная котельная, два котлоагрегата которой были спроектированы на потребление метана в качестве топлива. Это позволило отказаться от услуг Тентекской ТЭЦ и стало одной из причин банкротства электростанции в 2006.
В 2011 году в рамках программы по предварительной дегазации угольных пластов на шахте была пущена в эксплуатацию электрогенераторная установка мощностью 1,4 МВт/ч. В качестве топлива газопоршневая установка JGC 420 производства General Electric Energy Jenbacher gas engines использует шахтный метан угольного пласта d6. Выработка электроэнергии составляет 1000 МВт/ч.
Добыча угля в год — 1 млн тонн угля и более, в 1985-м — 2,427 млн тонн угля. Для коксования уголь направляется на ЦОФ «Восточная» в городе Абае.

## Награды
- Орден Трудового Красного Знамени (1971)[1]
- Юбилейный почётный знак ЦК КПСС, Президиума Верховного Совета СССР и Совета Министров СССР и ВЦСПС [1]

## Персоналии
- Дурадожи, Иван Григорьевич (род. 1931) — Герой Социалистического Труда (1966), бригадир проходчиков
- Литман, Райнгольд Эмильянович (род. 1936) — Герой Социалистического Труда (1971), бригадир проходчиков[17].